# Windsurf (album)
Windsurf è un album del cantautore italiano Edoardo Vianello, pubblicato nel 1982.

## Il disco
L'album presenta alcuni rifacimenti di successi di Vianello (riarrangiati da Gualtiero Gatto e Valerio Liboni) e quattro inediti: Windsurf, Cha cha cha '80, Cantare ed Hully gully '80.
Il disco è stato registrato nell'aprile 1982 negli studi G7 Recording Studio S di Torino; i tecnici del suono sono Filippo Dagasso e Mario Bernardi.

## Tracce
Lato A
1. Windsurf (testo di Carlo Rossi; musica di Edoardo Vianello)
2. Cha cha cha '80 (testo di Gualtiero Gatto; musica di Edoardo Vianello)
3. Siamo due esquimesi (testo di Carlo Rossi; musica di Edoardo Vianello)
4. Abbronzatissima (testo di Carlo Rossi; musica di Edoardo Vianello)
5. Il capello (testo di Carlo Rossi; musica di Edoardo Vianello)
6. O mio Signore (testo di Mogol; musica di Edoardo Vianello)
7. Tremarella (testo di Carlo Rossi; musica di Gregorio Alicata ed Edoardo Vianello)
8. Il peperone (testo di Carlo Rossi; musica di Edoardo Vianello)

Lato B
1. Guarda come dondolo (testo di Carlo Rossi; musica di Edoardo Vianello)
2. Pinne fucile ed occhiali (testo di Carlo Rossi; musica di Edoardo Vianello)
3. Hully gully '80 (testo di Gualtiero Gatto; musica di Edoardo Vianello)
4. Hully gully in 10 (testo di Franco Migliacci; musica di Edoardo Vianello)
5. I Watussi (testo di Carlo Rossi; musica di Edoardo Vianello)
6. Prendiamo in affitto una barca (testo di Carlo Rossi; musica di Edoardo Vianello)
7. Cantare (testo di Gianfranco Baldazzi; musica di Edoardo Vianello)

## Formazione
- Edoardo Vianello – voce
- Valerio Liboni – batteria
- Louis Atzori – percussioni
- Guido Guglielminetti – basso
- Roberto Zanaboni – tastiera, pianoforte
- Gualtiero Gatto – percussioni
- Tore Melillo – chitarra acustica, chitarra elettrica
- Claudio Bonadè – sassofono tenore, sassofono contralto, clarinetto
- Ketty Saponara, Cristina Gazzera, Patrizia Piazzi, Silvana Di Donna – cori